# Bázlivec vrbový
Bázlivec vrbový (Lochmaea caprea) je brouk, jehož housenky poškozují listy žírem. Škodí především na vrbách, ale i břízách a topolech, při přemnožení způsobuje holožír.

## EPPO kód
LOCHCA

## Synonyma

### Vědecké názvy
Podle EPPO je pro živočicha s označením bázlivec vrbový (Lochmaea caprea) používáno více rozdílných názvů, například Lochmaea capreae nebo Adimonia polygonata.

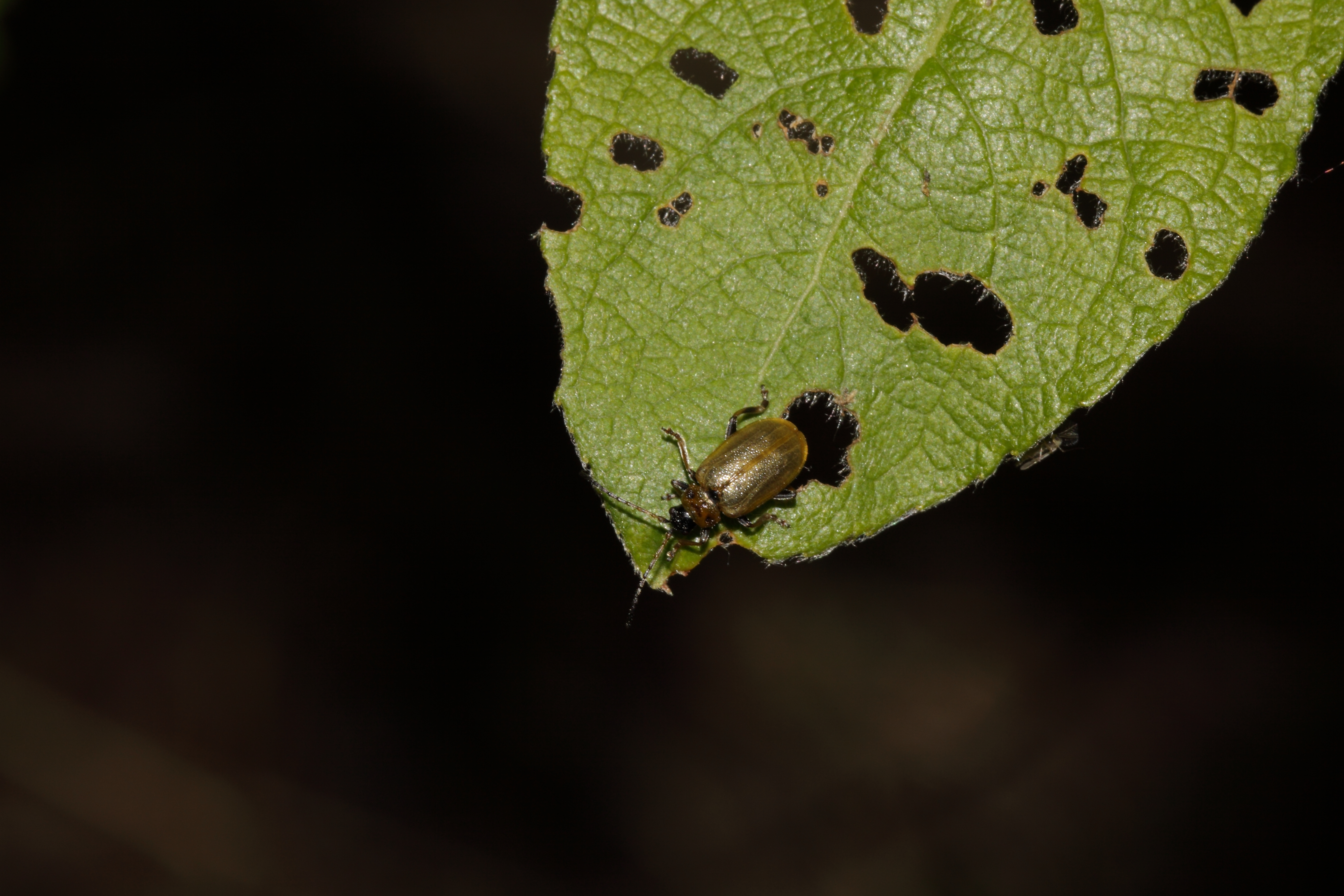
Žír na listech.

## Zeměpisné rozšíření
Druh je rozšířen téměř po celé palearktické oblasti. V Evropě je běžným druhem, stejně tak se běžně vyskytuje i v Česku.

## Popis
Brouci jsou lesklí, kulatí, mírně podlouhlí, 4 až 6 mm velcí. Krovky jsou v odstínech od pastelově světle okrově žluté až po žlutavě hnědou.
Larvy jsou až 10 mm velké, šedavě bělavé s mnoha pravidelně symetricky umístěnými černými skvrnami a bradavkami. Vajíčka, o průměru 0,5 mm, jsou bledě žlutá až hnědě žlutá. Larvy jsou 5–6 mm dlouhé, bledě zelenkavě žlutavé s množstvím černých plošek a bradavek.

## Biologie
Přezimují brouci. V červnu kladou vajíčka těsně pod povrch půdy, pod kameny, staré listy a mech, nebo na spodní stranu listů. Mladé larvy se zdržují na spodní straně listů hostitelských rostlin, kterými jsou vrby, břízy a topoly. Larvy se často zdržují společně, ve skupinách. Vyžírají hromadně plošky ve spodní pokožce listů. Dorostlé larvy se kuklí pod povrchem půdy, v zemi. Celý vývoj trvá asi 2 měsíce. V průběhu srpna a 1. poloviny září prodělávají mladí brouci úživný žír a přezimují.
 Bázlivec vrbový se vyskytuje na vlhkých loukách s výskytem hostitelských druhů, zejména v nížinách.

## Význam
Druh vytváří dvě odlišně potravně vázané biologické formy – vrbovou a březovou.
Na bříze při přemnožení na 5–10 let starých břízách může způsobit totální holožíry a následné prosychání korun od vrcholu směrem dolů či odumření napadených dřevin. Na keřovitých vrbách, případně mladých topolech, které poškozuje žírem na listech a terminálních pupenech se rovněž někdy přemnoží. Poškozené dřeviny jsou následně méně mrazuvzdorné.

### Ochrana rostlin
Chemická ochrana rostlin se provádí přípravkem KARATE se ZEON technologií 5 CS